# Humanis (Verlag)
Der Humanisverlag war ein Zeitschriftenverlag, der bis 2014 kranken und Menschen mit Behinderung regelmäßig Informationen und Unterhaltung bot. Er befand sich seit 2006 im Eigentum der Fördergemeinschaft der Querschnittgelähmten Deutschlands e.V.

## Journale
- PARAplegiker
Journal für Menschen, die in ihrer Bewegungsfähigkeit eingeschränkt sind und Organ der FGQ e.V.[2]
- K-Journal – Mensch & Krebs
Journal für Menschen nach oder mit einer Krebserkrankung
- B-Kids
Journal für junge Körperbehinderte und ihr Umfeld

## Broschüren
- Leben mit Querschnittlähmung
- Familie & Partnerschaft
- Recht im Alltag
- Reha, Recht & Rollstuhl
- Gesundheit
- Partnerschaft und Teilhabe

## Bildband
- Peter Mand, Rasso Bruckert: QA - Einblicke in eine Station für Querschnittgelähmte. Hrsg.: FGQ e.V. 2004, ISBN 978-3-00-015874-2, S. 115.